# Sèrie de Schlömilch
La sèrie de Schlömilch és una expansió de tipus sèrie de Fourier de funcions dues vegades diferenciable en l'interval {\displaystyle (0,\pi )} en termes de funcions de Bessel de primer tipus, que du el nom del matemàtic alemany Oskar Schlömilch, que la va derivar l'any 1857. Una funció de valor real {\displaystyle f(x)} té la següent expansió:
{\displaystyle f(x)=a_{0}+\sum _{n=1}^{\infty }a_{n}J_{0}(nx),}
on
{\displaystyle {\begin{aligned}a_{0}&=f(0)+{\frac {1}{\pi }}\int _{0}^{\pi }\int _{0}^{\pi /2}uf'(u\sin \theta )\ d\theta \ du,\\a_{n}&={\frac {2}{\pi }}\int _{0}^{\pi }\int _{0}^{\pi /2}u\cos nu\ f'(u\sin \theta )\ d\theta \ du.\end{aligned}}}

## Exemples
Alguns exemples de sèries de Schlömilch són els següents:
- Es pot expressar la funció nul·la en l'interval {\displaystyle (0,\pi )} com una sèrie de Schlömilch, amb {\displaystyle 0={\frac {1}{2}}+\sum _{n=1}^{\infty }(-1)^{n}J_{0}(nx)}, cosa que no es pot fer amb sèries de Fourier.
- {\displaystyle x={\frac {\pi ^{2}}{4}}-2\sum _{n=1,3,...}^{\infty }{\frac {J_{0}(nx)}{n^{2}}},\quad 0<x<\pi .}
- {\displaystyle x^{2}={\frac {2\pi ^{2}}{3}}+8\sum _{n=1}^{\infty }{\frac {(-1)^{n}}{n^{2}}}J_{0}(nx),\quad -\pi <x<\pi .}
- {\displaystyle {\frac {1}{x}}+\sum _{m=1}^{k}{\frac {2}{\sqrt {x^{2}-4m^{2}\pi ^{2}}}}={\frac {1}{2}}+\sum _{n=1}^{\infty }J_{0}(nx),\quad 2k\pi <x<2(k+1)\pi .}
- Si {\displaystyle (r,z)} són coordenades cilíndriques polars, llavors la sèrie {\displaystyle 1+\sum _{n=1}^{\infty }e^{-nz}J_{0}(nr)} és la solució de l'equació de Laplace per {\displaystyle z>0}.